# Rajd RAC 1965
Rajd RAC 1965 (22. RAC Rally) – 22. edycja rajdu samochodowego Rajd RAC rozgrywanego w Wielkiej Brytanii. Rozgrywany był od 21 do 25 listopada 1965 roku. Była to trzynasta runda Rajdowych Mistrzostw Europy w roku 1965.

## Klasyfikacja rajdu
| Miejsce                      | Kierowca                     | Pilot                        | Samochód                     | Czas                         | Strata                       |                              |
| Klasyfikacja generalna i ERC | Klasyfikacja generalna i ERC | Klasyfikacja generalna i ERC | Klasyfikacja generalna i ERC | Klasyfikacja generalna i ERC | Klasyfikacja generalna i ERC | Klasyfikacja generalna i ERC |
| ---------------------------- | ---------------------------- | ---------------------------- | ---------------------------- | ---------------------------- | ---------------------------- | ---------------------------- |
| 1.                           | Rauno Aaltonen               | Henry Liddon                 | BMC Mini Cooper S            | 8:51:23                      | 0.0                          |                              |
| 2.                           | Timo Mäkinen                 | Paul Easter                  | Austin-Healey 3000 MK1       | 8:54:31                      | +3:08                        |                              |
| 3.                           | Jerry Larsson                | Lars Lundblad                | Saab 96 Sport                | 8:57:18                      | +5:55                        |                              |
| 4.                           | Erik Carlsson                | Torsten Åman                 | Saab 96 Sport                | 9:00:33                      | +9:10                        |                              |
| 5.                           | Roy Fidler                   | Alan Taylor                  | Triumph 2000                 | 9:14:16                      | +22:53                       |                              |
| 6.                           | Jorma Lusenius               | Mike Wood                    | BMC Mini Cooper S            | 9:20:28                      | +29:05                       |                              |
| 7.                           | Lars-Ingvar Ytterbring       | Ragnar Håkansson             | Morris Mini Cooper S         | 9:21:04                      | +29:41                       |                              |
| 8.                           | Sten Lundin                  | Hans Lindberg                | Volkswagen 1600 TL           | 9:36:53                      | +45:30                       |                              |
| 9.                           | Bengt Karlsson               | Lasse Ericsson               | Volkswagen 1600 TL           | 9:37:06                      | +45:43                       |                              |
| 10.                          | Pat Moss-Carlsson            | Elisabeth Nyström            | Saab 96 Sport                | 9:37:27                      | +46:04                       |                              |